# Jans der Enikel
Jans der Enikel (Jans Barnebarnet) var en wiensk digter og historiker fra det sene 1200-tal. Han skrev en Weltchronik (verdenshistorie) og en Fürstenbuch (Wiens historie), begge på middelhøjtyske vers. 
Weltchronik fortæller historien om verden begyndende endnu før seks-dags-skabelsen ved at fortælle om Satans oprør i Himlen og relaterer de bibelske historier fra Det Gamle Testamente (sært nok ikke det nye), derefter fortsætter han med Homer og andet klassisk græsk og romersk materiale og fortsætter så ned gennem listen af kejsere fra Karl den Store til Frederik II. 
Stilen er anekdotisk med mange sjove historier sat ind i hvad der ellers ville have været ren historieskrivning. For eksempel er fortællingen om Frederik II's regeringstid afbrudt for at fortælle en helt anden fuldstændig fiktiv historie om en adelsmand kaldet Friedrich von Antfurt. Denne Friedrich udsætter en hertuginde for hvad der i dag ville blive kaldt sexchikane til et punkt hvor hun finder på et kneb til at komme af med ham. Hun lover at give ham, hvad han vil have (og digteren lægger ikke skjul på at han kun vil have hendes krop) efter at han har deltaget i en dyst, hvor han kun har hendes chemise på i stedet for sin rustning. Hun regner selvfølgelig med at han bliver dræbt. Men han overlever og regnskabet skal da gøres op.
Jans benævnes i en række dokumenter fra Wien i årene 1271-1302. Han menes at have tilhørt en af de højeste aristokratiske familier fra byen.